# 카둔곤
카둔곤(타밀어: கடுங்கோன்)은 서기 6세기 남인도에서 판디아 왕조를 부흥시킨 판디아 왕이다. 그는 팔라바 왕 심하비슈누와 함께 칼라브라 왕조의 지배를 종식시켜 타밀 지역에 새로운 시대의 시작을 알린 것으로 알려져 있다.
카둔곤의 칭호는 "판디아디라자"였고, 그의 수도는 마두라이였다. 그의 아들 마라바르만 아바니술라마니가 왕위를 계승하였다.

## 날짜
R. C. 마줌다르를 비롯한 대부분의 역사학자들은 카둔곤의 통치 시기를 서기 590~620년으로 기술하고 있다.
- 카 닐라칸타 사스트리 (첫 번째 가정) — c. 600 – 620 CE [8]
- 카 닐라칸타 사스트리 (개정 날짜) — c. 590 – 620 CE [9]
- 카라시마 노보루 - c. 560 – 90 CE [10] (또는) c. 590 – 620 CE [10]

## 벨비쿠디 보조금
상감 문학에서는 초기 판디아 왕조가 언급되어 있는데, 이 왕조는 칼라브라 왕조 시대에 무명으로 사라졌다고 알려져 있다. 이 왕조의 마지막 왕은 우그라페루발루디였다.
카둔곤은 다음으로 알려진 판디아 왕이다. 그에 대한 정보는 많지 않다. 그에 대한 지식의 대부분은 판디아 왕 파란타카 네둔차다이얀(또는 네둔자다이얀)의 벨비쿠디 비문에서 나온다. 이 비문에 따르면, 카둔곤은 여러 명의 족장들을 물리치고 "굴복하지 않은 적들의 밝은 도시들"을 파괴했다. 비문은 그를 칼라브라로부터 판디아국을 해방시키고 "칼라브라의 어두운 구름들로부터 빛나는 태양"으로 떠오른 장본인으로 묘사한다. 그가 (아마도 자이나교나 불교 신자들이었던) 칼라브라를 멸망시킨 것은 시바파의 승리로 칭송되었다.

### 서지
- K. A. Nilakanta Sastri (1929). 《The Pandyan Kingdom》. London: Luzac and Company.
- Noburu Karashima, 편집. (2014). 《A Concise History of South India: Issues and Interpretations》. New Delhi: Oxford University Press.
- K. A. Nilakanta Sastri (1958). 《A History of South India from Prehistoric Times to the Fall of Vijayanagar》. Madras: Oxford University Press. ISBN 978-0-19-560686-7.
- N. Subrahmanian (1994) [1962]. 《History of Tamilnad (To A. D. 1336)》. Madurai: Koodal. OCLC 43502446. 2016년 8월 13일에 확인함. Available online

- K. A. Nilakanta Sastri (1929). 《The Pandyan Kingdom》. London: Luzac and Company.